# Чёрный Ташлык
Чёрный Ташлык (укр. Чорний Ташлик) — река на территории Украины, левый приток реки Синюхи. Бассейн Южного Буга.
Длина 135 км. Площадь водосборного бассейна 2387 км². Уклон 0,81 м/км. Расстояние от места впадения до устья — 21 км.
Берёт начало у Приднепровской возвышенности (около села Ивановка) и течёт по территории Новоукраинского, Голованевского районов Кировоградской области и Первомайского района Николаевской области.
Построены дамбы и небольшие водохранилища. Воду используют для технического и бытового водоснабжения.
Основные притоки: Грузская, Плетеный Ташлык, Помошная, Ташлык.